# Michitaka Akimoto
Pour les articles homonymes, voir Akimoto.
Michitaka Akimoto (秋本 倫孝, Akimoto Michitaka) est un footballeur japonais né le 24 septembre 1982. Il évolue au poste de défenseur.

## Palmarès
- Finaliste de la Coupe du Japon en 2011 avec le Kyoto Sanga